# Singaporemma halongense
Singaporemma halongense là một loài nhện trong họ Tetrablemmidae.
Loài này thuộc chi Singaporemma. Singaporemma halongense được Lehtinen miêu tả năm 1981.